# 신념의 승리
신념의 승리(Der Sieg Des Glaubens, Victory Of The Faith)는 독일에서 제작된 레니 리펜슈탈 감독의 1933년 다큐멘터리 영화이다. 요제프 괴벨스 등이 주연으로 출연하였다.

## 줄거리
1935년의 나치 선전 영화인 단편 뉘른베르크 1935와 고전 선전 (사회학) 장편 영화인 의지의 승리처럼, 《신념의 승리》는 제5차 국가사회주의 독일 노동자당 전당대회를 연대순으로 기록한다. 이 영화에는 내레이션이나 해설이 없다. 촬영된 활동에는 뉘른베르크 기차역에서 프란츠 폰 파펜과 같은 외국 외교관 및 기타 당원과 정치인들을 환영하는 장면; 아돌프 히틀러가 공항에 도착하여 요제프 괴벨스 및 헤르만 괴링과 같은 주요 당원들을 만나는 장면; 대규모 돌격대 (SA, 흔히 "갈색 셔츠단"으로 알려짐) 퍼레이드; 그리고 당의 권력 장악과 독일 국가사회주의 운동 10주년에 대한 히틀러의 연설이 포함된다.
나열된 사건들은 대략 시간순으로 진행되며, 히틀러가 뉘른베르크에 도착하여 뉘른베르크 대관구지휘자 율리우스 슈트라이허의 환영을 받는 것으로 시작된다. 루돌프 헤스는 히틀러 옆에 앉아 있고, 퓌러는 그에게 지지자들이 준 꽃다발을 건넨다. 히틀러는 당시 돌격대 지도자였던 에른스트 룀과 함께 여러 번 카메오 출연한다. 환영식에는 이탈리아 국가 파시스트당의 고위 관리인 아르투로 마르피카티의 연설이 포함되며, 베니토 무솔리니의 인사를 전한다. 이어서 알베르트 슈페어가 최근 건설한 광대한 퍼레이드 광장에서 집회가 열리는데, 꼬리날개에 스와스티카가 그려진 체펠린 비행선이 떠다니는 장면도 포함된다. 발두어 폰 시라흐의 소개와 함께 히틀러 유겐트의 별도 집회도 있다. 이어서 구시가지 거리에서 행진이 이어지는데, 당 지도자들은 거위걸음으로 행진하는 돌격대와 슈츠슈타펠 대열의 경례를 받는다. 익숙한 얼굴로는 헤르만 괴링과 하인리히 힘러의 짧은 카메오 출연이 있는데, 힘러는 괴링과 함께 히틀러를 선동하여 돌격대 지도부를 학살하는 데 성공한 후 리펜슈탈의 다음 선전 영화인 《의지의 승리》의 스타가 된다.
행진하는 병력은 주요 퍼레이드 광장의 마지막 시퀀스에서 다시 등장하며, 히틀러와 룀이 전사자들에게 경의를 표하고, 당원들에게 거의 종교적인 의미를 지니는 다양한 깃발 의식이 거행된다. 행진하는 발과 다리의 장면은 시청자에게 거의 최면적인 효과를 주는데, 이는 나중에 영국 전시 단편 영화인 《쉬클그루버 댄싱 더 램베스 워크》에서 이 행진 시간을 인기 있는 노래 "더 램베스 워크"에 맞춰 편집하여 잘 풍자되었다.

## 출연

### 주연
- 요제프 괴벨스

### 조연
- 하인리히 힘믈러
- 아돌프 히틀러

## 같이 보기
- 레니 리펜슈탈
- 뉘른베르크 전당대회